# Corso Vannucci

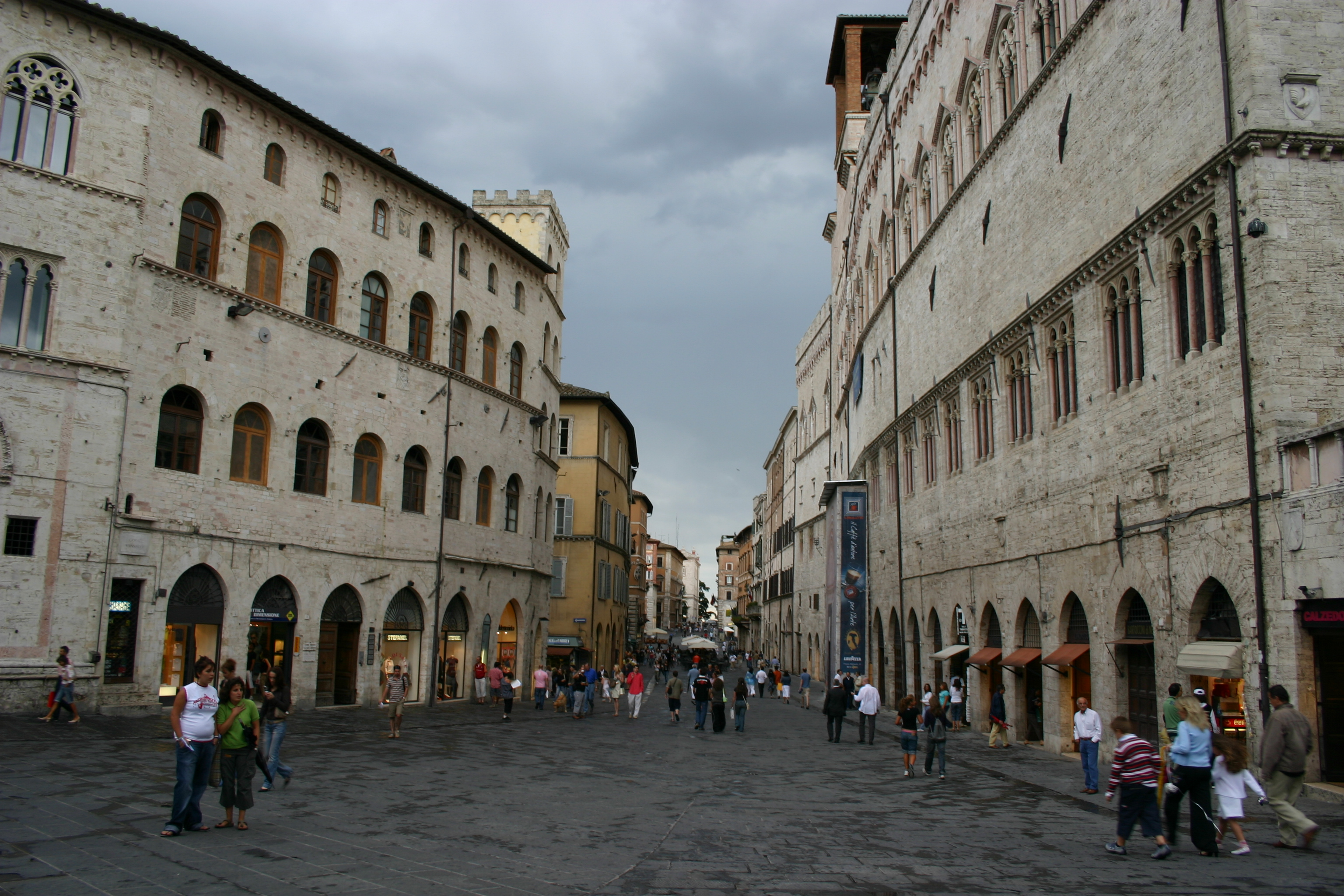
Le Corso Vannucci.

Le Corso Vannucci est l'artère principale de la ville de Pérouse. La voie prend le nom de Pietro Vannucci, un peintre né à Città della Pieve, fait citoyen d'honneur de Pérouse, célèbre sous l'appellation de « le Pérugin ».

## Histoire
L'édification de la « partie haute » de Pérouse date de la période étrusque. Le Corso Vannucci unit le Colle del Sole au Colle Landone dont le vallon commun a été comblé selon d'antiques procédés d'ingénierie.
Au Moyen Âge, le Corso s'étendait jusqu'à l'actuelle Piazza Matteotti qu'il englobait. L'antique plan du centre historique de Pérouse à forme stellaire comportait cinq portes rejoignables à proximité de cette importante voie.
Le Corso a toujours gardé une position dominante, même sous la domination pontificale.
En 1861, avec l'annexion de l'Ombrie au royaume d'Italie, la Piazza Italia rénovée devient le siège d'institutions régionales et provinciales et renforce de fait sa centralité.
À partir des années 1970, le Corso Vannucci est devenue une zone piétonnière.

## Description
La voie qui est située dans le centre historique de la ville sur l'ancien cardo étrusco-romain, part de la Piazza IV Novembre et se termine Piazza Italia. Elle est bordée d'importants palais : le Palazzo dei Priori, le Collegio del Cambio, le Collegio della Mercanzia, la Sala dei Notari (XVe siècle), la Casa di Baldo degli Ubaldi (XVe siècle), l'église Sant'Isidoro (déconsacrée), le Palazzo Donini (1716).
Du Corso partent de nombreuses ruelles et routes : la via Fani, la via Mazzini et la via Danzetta qui la relient à Piazza Matteotti. Après la Via dei Priori elle croise les passages médiévaux de la via Scura, la via della Luna et la via delle Streghe. Avant la Piazza Italia, le Corso Vannucci est coupé par la via Bonazzi et par la via Forte.
Le Corso Vanucci, appelé aussi « Salotto Buono di Perugia », est caractérisé par une forte activité économique et humaine (« fare una vasca » en dialecte pérugin signifie « faire une promenade - une passeggiata - Corso Vannucci »). À côté d'activités désormais historiques comme la Pasticceria Sandri, on y trouve des cafés-théâtres, des boutiques de tout genre. À mi-chemin, au niveau du carrefour avec la via dei Priori, se trouve l'entrée de la galerie nationale de l'Ombrie.

## Sources
- (it) Cet article est partiellement ou en totalité issu de l’article de Wikipédia en italien intitulé « Corso Vannucci » (voir la liste des auteurs).